# Courcelles-sous-Thoix
Courcelles-sous-Thoix là một xã ở tỉnh Somme, vùng Hauts-de-France, Pháp.
Thị trấn này tọa lạc trên đường D100, khoảng 16 dặm Anh về phía tây nam của Amiens.

## Dân số
| 1962                                                           | 1968 | 1975 | 1982 | 1990 | 1999 |
| -------------------------------------------------------------- | ---- | ---- | ---- | ---- | ---- |
| 79                                                             | 73   | 58   | 55   | 54   | 55   |
| Số liệu điều tra dân số từ năm 1962, dân số không tính hai lần |      |      |      |      |      |